# Audilio Aguilar Aguilar
Audilio Aguilar Aguilar es un obispo católico que ejerce su ministerio episcopal en la Diócesis de Santiago de Veraguas de la República de Panamá.

## Biografía[3]

### Nacimiento
Nació el 4 de agosto de 1963 en Cañazas, diócesis de Santiago de Veraguas.

### Estudios y títulos obtenidos
- Primaria en la Escuela La Soledad de Santiago.
- Secundaria en el Instituto  “Urracá” de Santiago, obtenido el título de bachiller en letras.
- A los 15 años entró en el Seminario Menor San Liborio de la diócesis de Santiago de Veraguas.
- Estudió en el Seminario Mayor de la Arquidiócesis de Guayaquil, en Ecuador. (1983-1987)
- Culminó los estudios teológicos en el Seminario Mayor San José de Costa Rica. (1988-1989).
- Licenciado en Derecho Canónico por la Pontifica Universidad Lateranense, en Roma.

### Sacerdote
Recibió la Ordenación presbiteral el 4 de agosto de 1990 de manos de Mons. José Dimas Cedeño Delgado, entonces Obispo de Santiago de Veraguas, en la Catedral Santiago Apóstol.

#### Cargos
- Director espiritual en el Seminario Menor “San Liborio”.
- Párroco de la Parroquia “San Francisco Javier”, de Cañazas – Veraguas.
- Formador y profesor en el Seminario Mayor “San José” de Panamá, ejerciendo al mismo tiempo como Secretario General Adjunto de la Conferencia Episcopal y como Juez del Tribunal Eclesiástico de Panamá.
- Párroco de la Parroquia San Isidro Labrador” de Soná.
- Párroco de la parroquia “San Miguel Arcángel” de Atalaya.

## Obispo

### Nombramiento como Obispo de Colón–Kuna
El Papa Benedicto XVI lo nombró II Obispo de Colón –Kuna Yala el 18 de junio de 2005.

### Consagración y toma posesión canónica
Recibió la Ordenación episcopal el 6 de agosto de 2005.

#### Obispos consagrantes
- Consagrante principal:
  - Mons. Giambattista Diquattro (Arzobispo titular de Giru Mons)
- Principales Co-consagrantes:
  - Arzobispo José Dimas Cedeño Delgado (Arzobispo de Panamá)
  - Obispo Carlos María Ariz Bolea , CMF †  (Obispo Emérito de Colón-Kuna Yala)

### Nombramiento como Obispo de Santiago de Veraguas
El Papa Francisco lo nombró quinto obispo de la Diócesis de Santiago de Veraguas, el 30 de abril de 2013.
Tomando Posesión Canónica el 30 de junio de 2013.

## Sucesión de cargos como obispo
| Predecesor: Mons. Carlos María Ariz Bolea   | II Obispo de Colón-Kuna Yala Desde el 18 de junio de 2005 - hasta el 30 de abril de 2013 | Sucesor: Mons. Manuel Ochogavía Barahona |
| Predecesor: Mons. Oscar Mario Brown Jiménez | V Obispo de Santiago de Veraguas Desde el 30 de abril de 2013 - hasta la fecha           | Sucesor: En el cargo hasta ahora         |